# Kota Agung (Lahat)
Kota Agung is een bestuurslaag in het regentschap Lahat van de provincie Zuid-Sumatra, Indonesië. Kota Agung telt 1868 inwoners (volkstelling 2010).